# دوق ماس
دوق ماس (بالإنجليزية: Duke Maas)‏ هو لاعب كرة قاعدة أمريكي، ولد في 31 يناير 1929 في يوتيكا في الولايات المتحدة، وتوفي في 7 ديسمبر 1976 في ماونت كليمنس في الولايات المتحدة.

## وصلات خارجية
- دوق ماس على موقعبيزبول رفرنس.كوم (الدوري الرئيسي) (الإنجليزية)